# Il caso Kerenes
Il caso Kerenes (Poziția copilului) è un film drammatico del 2013 diretto da Călin Peter Netzer.
È stato proiettato in anteprima alla 63ª edizione del Festival di Berlino, aggiudicandosi l'Orso d'oro e il premio FIPRESCI.
Nel 2014 è stato designato come film rappresentante il cinema rumeno alla selezione per l'Oscar al miglior film straniero, venendo però escluso dalla candidatura.
Il titolo italiano del film contiene un errore relativo al cognome della protagonista, che in realtà è Kenereș e non Kerenes.

## Trama
La sessantenne Cornelia Kenereș è un architetto, sposata con un chirurgo, con frequentazioni nell'alta borghesia rumena e un pessimo rapporto con il suo unico figlio Barbu, che convive con una donna divorziata e combatte per rendersi indipendente dalla madre. Dopo che Barbu, guidando ad alta velocità, investe e uccide un ragazzo che attraversa la strada, l'istinto materno e la volontà di avere tutto sotto controllo spingono Cornelia ad usare ogni sua conoscenza e a ricorrere ad espliciti atti di corruzione per evitargli il carcere.
Il ragazzo si oppone al tentativo di riavvicinamento da parte della madre e, pur capendo di correre maggiori rischi, preferisce non avere aiuti da lei. Cornelia non demorde e dopo aver parlato con un testimone dell'incidente, disposto a cambiare versione in merito alla velocità dell'auto di Barbu in cambio di un ricco compenso, convince il figlio ad incontrare i familiari della vittima per offrire loro di pagare le spese del funerale e chiedere perdono. Il gesto, in origine ideato come cinica mossa per evitare o almeno rendere più lieve il processo, si rivela invece, nell'incontro con lo strazio e la dignità della povera famiglia del ragazzo ucciso, un'occasione per ripercorrere (e considerare finalmente in modo corretto) i rapporti tra Cornelia e Barbu.

## Distribuzione
Dopo l'anteprima dell'11 febbraio 2013 al Festival di Berlino, il film è stato distribuito in Romania dal successivo 8 marzo. In seguito è stato proiettato in molte altre manifestazioni internazionali tra cui i festival di Karlovy Vary (1º luglio), Toronto (11 settembre), San Sebastián (22 settembre), Londra (10 ottobre), São Paulo (18 ottobre) e Stoccolma (10 novembre).

### Date di uscita
- Romania (Poziția copilului) – 8 marzo 2013
- Germania (Mutter & Sohn) – 23 maggio 2013
- Italia (Il caso Kerenes) – 13 giugno 2013
- Taiwan – 16 agosto 2013
- Danimarca (Mor & søn) – 26 settembre 2013
- Grecia (Οικογενειακή Υπόθεση) – 17 ottobre 2013
- Ungheria (Anyai szív) – 24 ottobre 2013
- Regno Unito (Child's Pose) – 1º novembre 2013
- Paesi Bassi (Poziția copilului) – 14 novembre 2013
- Norvegia (Mor og sønn) – 20 dicembre 2013
- Turchia (Çocuk Pozu) – 10 gennaio 2014
- Francia (Mère et fils) – 15 gennaio 2014
- Belgio (Mère et Fils) – 5 febbraio 2014

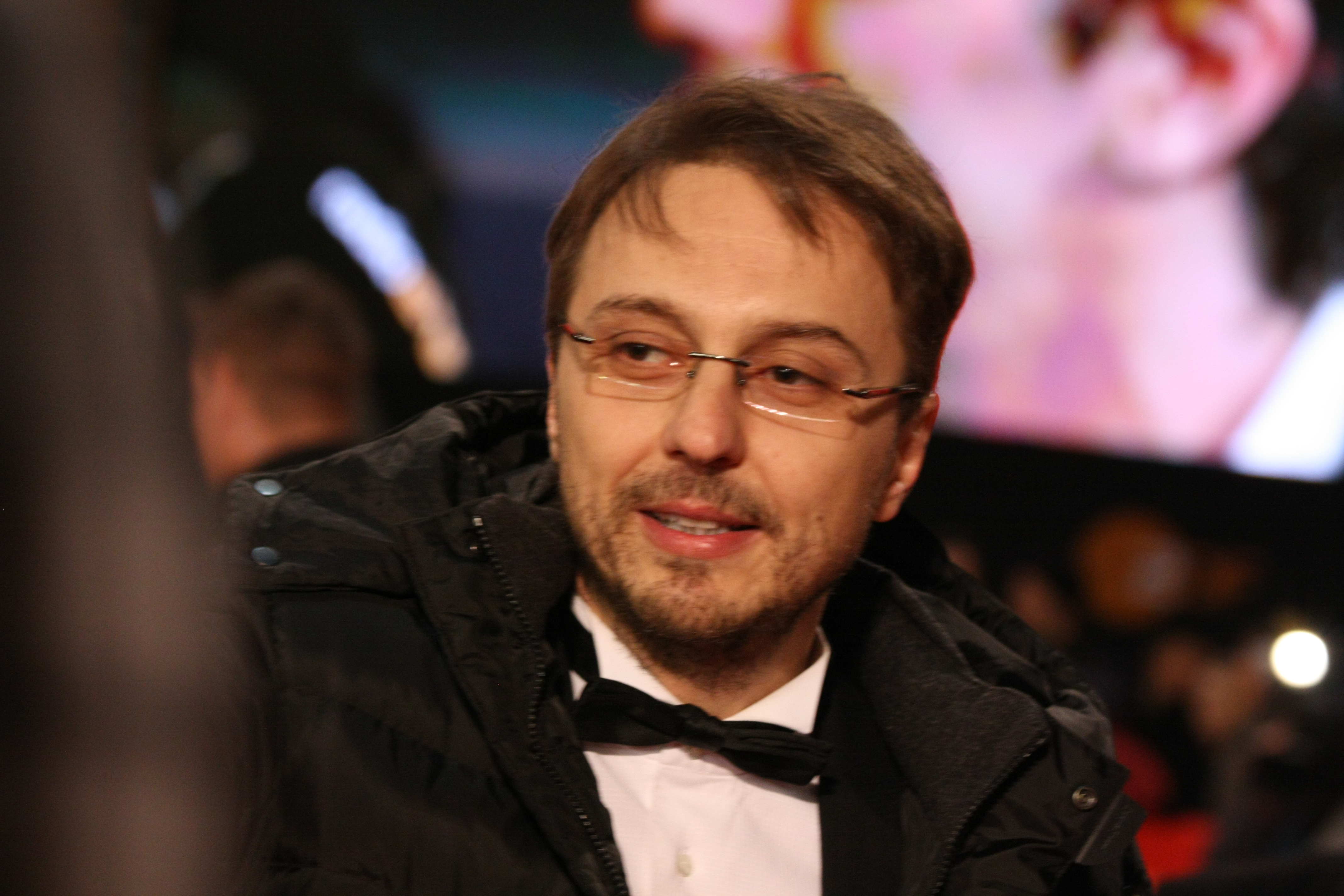
Il regista Călin Peter Netzer al Festival di Berlino

- Stati Uniti (Child's Pose) – 19 febbraio 2014
- Polonia (Pozycja dziecka) – 14 marzo 2014
- Brasile (Instinto Materno) – 20 marzo 2014
- Portogallo (Mãe e Filho) – 27 marzo 2014
- Argentina (La mirada del hijo) – 1º maggio 2014
- Spagna (Madre e hijo) – 21 maggio 2014
- Israele (Ben yakhid) – 22 maggio 2014
- Giappone (私の、息子) – 21 giugno 2014
- Messico (La postura del hijo) – 25 settembre 2014
- Svezia (Cornelias kärlek) – 30 gennaio 2015

## Critica
Il film ha ottenuto ottime recensioni dalla critica. Il sito Rotten Tomatoes riporta il 91% di recensioni professionali con giudizio positivo e un voto medio di 7,5 su 10, mentre il sito Metacritic assegna al film un punteggio di 77 su 100 basato su 23 recensioni.
- Kenneth Turan, Los Angeles Times: «Il caso Kerenes combina un'avvincente storia personale di madri e figli con un esame delle dinamiche socio-politiche in un modo che è al tempo stesso intenso e penosamente reale».[6]
- Gian Luigi Rondi, Il Tempo: «Pur se stenta un po' a convincere, si può prendere comunque in considerazione, specialmente per meriti di regia».[7]
- Ann Hornaday, The Washington Post: «Un ritratto affascinante, inquietante e controverso dell'ansia materna nella sua più soffocante nevrosi... Un film avvincente, complesso, sconvolgente».[8]
- David Lewis, San Francisco Chronicle: «Netzer crea non solo una storia agghiacciante di disfunzione familiare, ma anche uno sguardo illuminante sulla corruzione e la decadenza della borghesia rumena, senza mai calcare la mano».[9]
- Deborah Young, The Hollywood Reporter: «Una sceneggiatura priva di passi falsi e l'esibizione di Luminița Gheorghiu ravvivano un soggetto potenzialmente patetico».[10]
- Peter Keough, The Boston Globe: «Di tutte le grandi "madri mostro" della storia del cinema, Cornelia Kenereș (Luminița Gheorghiu, che definisce lo standard su cui altre performance dovrebbero essere giudicate quest'anno) è in cima alla lista».[11]
- Alessandra Levantesi Kezich, La Stampa: «Scritto magnificamente (da Răzvan Rădulescu) e magnificamente recitato».[7]
- Sheila O'Malley, RogerEbert.com: «La fotografia cruda e granulosa conferisce al film un'immediata ed incalzante sensazione documentaristica, ogni momento ha un grande senso sia di assurdo che di doloroso... un film estremamente forte e sconvolgente, un altro esempio delle cose affascinanti che si verificano nella new wave rumena, con una performance mozzafiato da parte di Luminița Gheorghiu nei panni di Cornelia.[12]

## Riconoscimenti
- 2013

Festival internazionale del cinema di Berlino
Orso d'oro a Călin Peter Netzer
Premio FIPRESCI (concorso) a Călin Peter Netzer
European Film Awards
Candidatura per la miglior attrice a Luminița Gheorghiu
Festival del cinema di Stoccolma
Telia Film Award a Călin Peter Netzer
Vukovar Film Festival
Miglior film
Festival du film de Bastia 
Grand Prix ARTE MARE
Sydney Film Festival
Candidatura per il miglior film a Călin Peter Netzer
- 2014

Premio Gopo
Miglior lungometraggio a Călin Peter Netzer e Ada Solomon
Miglior regista a Călin Peter Netzer
Miglior attrice protagonista a Luminița Gheorghiu
Miglior attore non protagonista a Vlad Ivanov
Miglior attrice non protagonista a Ilinca Goia
Miglior montaggio a Dana Bunescu
Miglior sceneggiatura a Răzvan Rădulescu e Călin Peter Netzer
Miglior sonoro a Cristian Tarnovetchi, Dana Bunescu e Cristinel Sirli
Candidatura per i migliori costumi a Irina Marinescu
Candidatura per il migliore trucco a Dana Roseanu e Domnica Bodogan
International Cinephile Society Awards
Miglior film non distribuito nel 2013
International Online Cinema Awards
Candidatura per la miglior attrice a Luminița Gheorghiu (2º posto)
Candidatura per la miglior sceneggiatura originale a Răzvan Rădulescu e Călin Peter Netzer (3º posto)